# Rocco Lampone
Rocco Lampone (1917 - 25 de marzo de 1959) es un personaje ficticio de la novela El Padrino de Mario Puzo y personaje secundario de dos partes de la trilogía cinematográfica de El Padrino. Es representado por el actor Tom Rosqui.
Lampone comenzó su carrera en crimen organizado durante el régimen de Peter Clemenza, asesinando a Paulie Gatto en El Padrino. Él y otro soldato matan a Philip Tattaglia y una prostituta. Michael Corleone lo hace caporegime después del traslado de la familia a Nevada, y arregla la seguridad del complejo familiar del Lago Tahoe; él, sin embargo, no puede prevenir el intento de asesinato de Michael por dos gánsteres empleados de su rival Hyman Roth ingresados en la mansión por su hermano y traidor Fredo Corleone. Con el tiempo, cuando Michael Corleone decide vengarse de Roth, es Rocco quien opina en el cónclave que se lleva a cabo en la casa del lago, que asesinar al jefe mafioso es “difícil pero no imposible”, y le confían personalmente el asesinato. Disfrazado de reportero, Rocco se acerca a Roth en el aeropuerto de Miami y le dispara, pero a pesar del pánico y la confusión que sobrevienen, un oficial de policía dispara a su vez y lo mata. 
Rocco también aparece en la novela The Godfather Returns. Se preveía su regreso para El padrino III pero se descartó finalmente tras la enfermedad de Tom Rosqui que lo llevó a su fallecimiento en 1991.
- Datos: Q966107